# Distretto di Kufstein
Il distretto di Kufstein (in tedesco Bezirk Kufstein) è un distretto amministrativo dello stato del Tirolo, in Austria. Il capoluogo è Kufstein.

## Geografia fisica
Il distretto comprende la parte inferiore tirolese della valle dell'Inn lungo il confine con la Baviera, la valle di Alpbach, la valle di Brandenberg, Wildschönau e Thiersee. I gruppi montuosi che interessano il distretto sono le Alpi di Brandenberg, le Alpi di Kitzbühel, i Monti del Kaiser e le Alpi del Chiemgau. I laghi principali sono: Reintaler See, Thiersee, Hechtsee, Hintersteiner See e Walchsee.

## Geografia antropica

### Città
1. Kufstein (17.497)
2. Rattenberg (494)
3. Wörgl (12.401)

### Paesi
1. Brixlegg (2.838)
2. Kundl (3.857)

### Borghi
1. Alpbach (2.549)
2. Angath (950)
3. Angerberg (1.664)
4. Bad Häring (2.325)
5. Brandenberg (1.523)
6. Breitenbach am Inn (3.152)
7. Ebbs (4.976)
8. Ellmau (2.600)
9. Erl (1.415)
10. Kirchbichl (5.149)
11. Kramsach (4.485)
12. Langkampfen (3.567)
13. Mariastein (271)
14. Münster (2.770)
15. Niederndorf (2.505)
16. Niederndorferberg (671)
17. Radfeld (2.132)
18. Reith im Alpbachtal (2.662)
19. Rettenschöss (433)
20. Scheffau am Wilden Kaiser (1.300)
21. Schwoich (2.200)
22. Söll (3.454)
23. Thiersee (2.712)
24. Walchsee (2.042)
25. Wildschönau (4.156)

(popolazione al 15 maggio 2001)